# Územní prelatura Ayaviri
Územní prelatura Ayaviri je římskokatolická územní prelatura, nacházející se v Peru.

## Území
Diecéze zahrnuje provincii Melgar, Carabaya a část provincie Sandia.
Prelaturním sídlem je město Ayaviri, kde se nachází hlavní chrám diecéze, Katedrála svatého Františka.
Rozděluje se do 21 farností.
Je součástí církevní provincie Arequipa.

## Historie
Prelatura byla zřízena 30. července 1958 bulou Ex illis Dioecesibus papeže Pia XII. z části území diecéze Puno.
Dne 3. dubna 2019 bylo část jejího území včleněno do nové územní prelatury Santiago Apóstol de Huancané.

## Seznam územních prelátů
- 1958–1971 José Juan Metzinger Greff, SS.CC.
  - 1971–1991 sede vacante
- 1991–2006 Juan Godayol Colom, S.D.B.
- 2006–2021 Kay Martin Schmalhausen Panizo, S.C.V.
  - 2021–2024 Pedro Alberto Bustamante López apoštolský administrátor
- od 2024 Benigno Condori Chuchi, O.F.M.